# أغ تبة
أغ تبة (بالإنجليزية: Agh Tappeh)‏ هي قرية تقع في أردبيل في إيران. يقدر عدد سكانها بـ 44 نسمة .